# Мастер (фильм, 2012)
«Ма́стер» (англ.  The Master; более точный перевод — «Хозя́ин», «Учи́тель») — драма режиссёра, сценариста и сопродюсера Пола Томаса Андерсона. Главную роль исполняет Хоакин Феникс, в роли самого «Мастера» — Филип Сеймур Хоффман. Премьера фильма состоялась в сентябре 2012 года на 69-м Венецианском кинофестивале. Релиз «Мастера» в российском прокате — 14 февраля 2013 года.
Фильм обернулся коммерческим провалом, не окупив средства, затраченные на его производство. Однако ещё до выхода в прокат критики называли фильм одним из ключевых претендентов на премию «Оскар» 2013 года. Актёры Феникс и Хоффман были признаны лучшими на Венецианском кинофестивале, а режиссёр Андерсон там же удостоился «Серебряного льва» за лучшую режиссёрскую работу. Постоянный обозреватель журнала Rolling Stone Питер Трэверс назвал «Мастер» лучшим фильмом года.
Исполнители всех трёх ключевых ролей в картине — Хоакин Феникс, Филип Сеймур Хоффман и Эми Адамс за свои актёрские работы выдвигались на премии «Оскар» и «Золотой глобус». Последняя крупная роль Филипа Сеймура Хоффмана, скончавшегося в феврале 2014 года.

## Сюжет
1950 год. Главный герой, моряк, воевавший в Японии во время Второй мировой войны, а ныне простой бродяга-алкоголик Фредди Куэлл (Хоакин Феникс), только что демобилизовался, и вспоминает все радости жизни на «гражданке», где он устраивается на работу в обычное фотоателье. В свободное время он делает сильный алкогольный напиток собственного приготовления. Куэлл обладает ярко выраженным посттравматическим стрессовым расстройством, мешающим ему спокойно общаться с людьми. После скандала в ателье он находит другую работу, однако и оттуда ему приходится убежать, когда его напиток приводит к отравлению другого человека.
Фредди забирается на корабль, плывущий по заливу Сан-Франциско, где знакомится с могущественным и харизматичным создателем религиозного движения «Истоки» Ланкастером Доддом (Филип Сеймур Хоффман). Додд предлагает Фредди остаться на свадьбу его дочери Элизабет (Эмбир Чайлдерс). Таким образом и начинается их совместное многолетнее сотрудничество. «Учитель» проводит экспериментальные психологические тесты на своём подопечном, тот, в свою очередь, путешествует с ним и его семьёй по всей Америке, распространяя повсюду веру «Истоков».
Однажды на пороге дома Хелен Салливан (Лора Дерн), владелицы штаб-квартиры «Истоков» в Филадельфии, появляется полицейский отряд, у которого есть ордер на арест «Учителя» за организацию нелегальной религиозной школы. Фредди в гневе не желает отпускать его, ввязывается в драку с полицейскими и попадает за решётку вместе с Доддом. После освобождения из тюрьмы члены «Истоков» всё больше подозревают Куэлла в том, что он либо сумасшедший, либо двойной агент.
После успешного прохождения нескольких проверок Куэлл отправляется с «Учителем» в Финикс, на презентацию новой книги Додда под названием «Раздвоенная сабля» (англ. Split Saber). Там, услышав нелестный отзыв одного из присутствующих о книге «Учителя», Фредди избивает его. Позже Додд устраивает катание на мотоцикле по равнине, однако Фредди не останавливается в намеченной точке, а уезжает далеко вдаль.
Временно оставив Додда, Фредди навещает родные места, чтобы навестить любовь своей юности — Дорис Солстад (Мэдисен Бити). Там Куэлл с разочарованием узнаёт, что Дорис уже три года замужем и проживает с семейством в Алабаме.
Проходит некоторое время. Додд обнаруживает местоположение Куэлла и сообщает ему по телефону, что теперь он с «Истоками» расположился в Англии и просит, чтобы его ученик срочно навестил его. Фредди просыпается и понимает, что это произошло во сне, однако он отправляется в Англию и спустя несколько дней оказывается в кабинете Додда. Пегги (Эми Адамс), жена Ланкастера, имеющая на него большое влияние, заявляет, что Фрэдди не проявил верность учению и ему больше не место в рядах их движения. Додд ставит перед Фредди ультиматум: посвятить «Истокам» всю жизнь или идти своей дорогой. Фредди говорит, что может быть он примкнёт к движению в будущей жизни, однако Додд отвечает, что в будущей жизни они будут заклятыми врагами.

## В ролях
- Хоакин Феникс — Фредди Куэлл
- Филип Сеймур Хоффман — Ланкастер Додд
- Эми Адамс — Пегги Додд
- Лора Дерн — Хелен Салливан
- Эмбир Чайлдерс — Элизабет Додд
- Джесси Племонс — Вэл Додд
- Лена Эндре — миссис Солстад
- Рами Малек — Кларк
- Мэдисен Бити — Дорис Солстад
- Кевин О’Коннор — Билл Уайт

## Создание

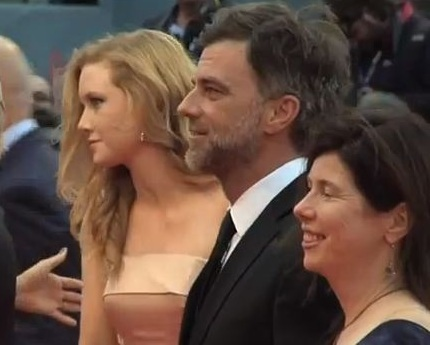
Съёмочная группа фильма «Мастер» на 69-м Венецианском кинофестивале, сентябрь 2012 года

После триумфа «Нефти», предыдущего проекта Андерсона, режиссёр принялся за работу над сценарием тогда ещё безымянного фильма об основателе новой религиозной организации 1950-х годов. На главную роль приглашался постоянный актёр Андерсона Филип Сеймур Хоффман, который в итоге и сыграл предназначенную ему роль. Вскоре после этого Андерсон сообщил, что находится в затруднительном финансовом положении, и съёмки откладываются на неопределённый срок.
В феврале 2011 года дочь миллиардера Ларри Эллисона, Меган, согласилась стать продюсером «Мастера». Андерсон заявил, что идея о создании подобной картины крутилась у него в голове 12 лет. Для написания сценария режиссёр использовал ранние наброски «Нефти», истории актёра Джейсона Робардса о том, как много он пил в дни войны, находясь на службе в военно-морском флоте, и биографии Джона Стейнбека и Рональда Л. Хаббарда, основателя саентологии. Сценарий, по словам Андерсона, неоднократно переписывался.
На роль Фредди Куэлла рассматривался Джереми Реннер, а роль Пегги Додд предлагали Риз Уизерспун. Съёмки начались в июне 2011 года в Калифорнии в городах Вальехо и Сакраменто, а также на верфи Mare Island NSY. В конце июня съёмки проходили в начальной школе Hillside в Беркли. Оператором первоначально был утверждён старый друг Андерсона Роберт Элсвит, но позже его заменил Михай Малаймер-младший. Музыку написал участник группы Radiohead Джонни Гринвуд, уже работавший с Андерсоном на съёмочной площадке «Нефти».
Примечательно, что Андерсон специально прибегнул к использованию 65-mm негативной плёнки (70-mm прокатный позитив), которая не применялась с 1996 года, когда был снят «Гамлет» Кеннета Браны. Андерсон так прокомментировал это:
Мы экспериментировали с форматом, играли с разными инструментами. В какой-то момент попробовали старую камеру, и нам показалось, что это ровно то, что нужно. Она страшно стрекотала — кажется, в фильме её стрекот так и остался бы слышен, если бы мы не прикрыли его звуками вентиляторов.
Том Круз, известный саентолог и близкий друг Андерсона, был недоволен тем, под каким углом режиссёр взглянул на тему зарождения саентологии. Чтобы избежать конфликта с Крузом, игравшим у него в «Магнолии», Андерсон показал ему рабочую версию картины. Режиссёр прокомментировал это так: «Круз посмотрел фильм. Это останется только между нами. Все прекрасно, впрочем».

## Саундтрек
Композитором ленты выступил гитарист группы Radiohead Джонни Гринвуд, уже работавший с Андерсоном на съёмочной площадке «Нефти». Саундтрек удостоился крайне благосклонных отзывов от критиков; примечательно мнение журнала Rolling Stone, назвавшего альбом «гипнотическим и западающим в память».
| №   | Название                                                   | Длительность |
| --- | ---------------------------------------------------------- | ------------ |
| 1.  | «Overtones»                                                | 2:20         |
| 2.  | «Time Hole»                                                | 1:42         |
| 3.  | «Back Beyond»                                              | 3:42         |
| 4.  | «Get Thee Behind Me Satan»                                 | 3:47         |
| 5.  | «Alethia»                                                  | 4:06         |
| 6.  | «Don't Sit Under the Apple Tree (With Anyone Else but Me)» | 1:36         |
| 7.  | «Atomic Healer»                                            | 1:24         |
| 8.  | «Able-Bodied Seamen»                                       | 3:54         |
| 9.  | «The Split Saber»                                          | 3:41         |
| 10. | «Baton Sparks»                                             | 2:20         |
| 11. | «No Other Love»                                            | 3:00         |
| 12. | «His Master's Voice»                                       | 3:34         |
| 13. | «Application 45 Version 1»                                 | 5:40         |
| 14. | «Changing Partners»                                        | 2:42         |
| 15. | «Sweetness of Freddie»                                     | 3:25         |

## Критика
Лента, наверное, оставила у меня пока самое глубокое впечатление на этом фестивале. Это большое кино, готовая американская классика. Это мультиуровневое, глубокое и насыщенное произведение. Чтобы по-настоящему оценить его, даже мне, подготовленному зрителю, потребуется посмотреть «Мастера» ещё не раз. К великому счастью, вчера «Мастер» демонстрировался на 70 мм. Это абсолютно потрясающе. Снято шедеврально, композиция изысканна, картинка блестящая. Изумительно воссоздана ретро-фактура — дотошно и детально.
Сразу же после релиза ленты на Венецианском киносмотре «Мастер» стал едва ли не главным культурным феноменом года в США. Восторженные журналисты предсказывали ему главный приз фестиваля, но фильм отделался призами за лучшие мужские роли и режиссёрскую работу. Некоторые СМИ сообщали, что Андерсон не забрал «Золотого льва» исключительно потому, что уже получил большое количество ключевых наград.
Американская премьера картины встретила практически единогласное одобрение критиков. Публиковались реплики о том, что «Мастер» — лучший фильм П. Т. Андерсона и буквально второй «Гражданин Кейн». Иностранные обозреватели были более сдержаны, заявив, что шумиха вокруг фильма преувеличена.
По мнению Кэри Дарлинг из The Dallas Morning News, «Мастер» может войти в историю, как одна из самых неотразимых работ П. Т. Андерсона, во многом благодаря актёрским работам Хоакина Феникса и Филипа Сеймура Хоффмана. Ей вторит Лиза Кеннеди из The Denver Post: «„Мастер“ настолько же смешан, насколько изумителен». Согласно словам Кеннеди, Андерсону удалось поймать дух 1950-х годов.
Критики особенно отмечают актёрские перевоплощения Феникса и Хоффмана. Репортёру газеты Globe and Mail Лиаму Лэйси работа Феникса напомнила Монтгомери Клифта, а сотрудник Newsday Рэйфер Газман назвал Хоффмана «блистательным». Многие критики назвали эту роль Феникса лучшей в его карьере.
При подведении киноитогов 2012 года авторитетнейший британский киножурнал Sight & Sound признал «Мастера» лучшим фильмом уходящего года.
Сам Пол Томас Андерсон так отзывался о собственном проекте: «Это история о том, как люди встречаются, как между ними возникает любовь и как развиваются их бурные отношения. Это отец и сын, не хозяин и слуга, а именно двое любящих друг друга людей. Что само по себе дает огромное пространство для повествования».
Питер Треверс из «Rolling Stone»:

«Мастер» — великий фильм, лучший фильм года на данный момент и новая американская классика.
Kenneth Turan из «Los Angeles Times»:
Этот фильм полный ярких моментов и непревзойденной актерской игры, но его интересует не аккуратное повествование, а, скорее, эксцессы и крайности человеческого поведения, взаимодействие проблемы души, отчаянно пытающееся найти своё равновесие.

## Награды и номинации
| Награды и номинации                       | Награды и номинации                    | Награды и номинации                 | Награды и номинации | Награды и номинации |
| Награда                                   | Категория                              | Номинант                            | Результат           |                     |
| ----------------------------------------- | -------------------------------------- | ----------------------------------- | ------------------- | ------------------- |
| Венецианский кинофестиваль                | «Серебряный лев» за лучшую режиссуру   | Пол Томас Андерсон                  | Победа              |                     |
| Венецианский кинофестиваль                | Кубок Вольпи за лучшую мужскую роль    | Хоакин Феникс, Филип Сеймур Хоффман | Победа              |                     |
| Венецианский кинофестиваль                | Приз ФИПРЕССИ                          |                                     | Победа              |                     |
| Венецианский кинофестиваль                | «Золотой лев» за лучший фильм          |                                     | Номинация           |                     |
| Голливудский кинофестиваль                | «Лучшая женская роль второго плана»    | Эми Адамс                           | Победа              |                     |
| «Готэм»                                   | «Лучший фильм»                         |                                     | Номинация           |                     |
| «Спутник»                                 | «Лучшая мужская роль»                  | Хоакин Феникс                       | Номинация           |                     |
| «Спутник»                                 | «Лучшая мужская роль второго плана»    | Филип Сеймур Хоффман                | Номинация           |                     |
| «Спутник»                                 | «Лучшая женская роль второго плана»    | Эми Адамс                           | Номинация           |                     |
| «Спутник»                                 | «Лучший оригинальный сценарий»         | Пол Томас Андерсон                  | Номинация           |                     |
| «Спутник»                                 | «Лучшая музыка»                        | Джонни Гринвуд                      | Номинация           |                     |
| «Спутник»                                 | «Лучшая операторская работа»           | Михай Малаймер-младший              | Номинация           |                     |
| «Спутник»                                 | «Лучшая работа художника-постановщика» | Дэвид Крэнк, Джек Фиск              | Номинация           |                     |
| Общество кинокритиков Бостона             | «Лучшая режиссёрская работа»           | Пол Томас Андерсон                  | Номинация           |                     |
| Общество кинокритиков Бостона             | «Лучшая операторская работа»           | Михай Малаймер-младший              | Победа              |                     |
| Ассоциация кинокритиков Лос-Анджелеса     | «Лучший фильм»                         |                                     | Номинация           |                     |
| Ассоциация кинокритиков Лос-Анджелеса     | «Лучшая режиссёрская работа»           | Пол Томас Андерсон                  | Победа              |                     |
| Ассоциация кинокритиков Лос-Анджелеса     | «Лучшая мужская роль»                  | Хоакин Феникс                       | Победа              |                     |
| Ассоциация кинокритиков Лос-Анджелеса     | «Лучшая женская роль второго плана»    | Эми Адамс                           | Победа              |                     |
| Ассоциация кинокритиков Лос-Анджелеса     | «Лучшая музыка»                        | Джонни Гринвуд                      | Номинация           |                     |
| Ассоциация кинокритиков Лос-Анджелеса     | «Лучшая операторская работа»           | Михай Малаймер-младший              | Номинация           |                     |
| Ассоциация кинокритиков Лос-Анджелеса     | «Лучшая работа художника-постановщика» | Дэвид Крэнк, Джек Фиск              | Победа              |                     |
| Ассоциация кинокритиков Вашингтона        | «Лучшая режиссёрская работа»           | Пол Томас Андерсон                  | Номинация           |                     |
| Ассоциация кинокритиков Вашингтона        | «Лучшая мужская роль»                  | Хоакин Феникс                       | Номинация           |                     |
| Ассоциация кинокритиков Вашингтона        | «Лучшая мужская роль второго плана»    | Филип Сеймур Хоффман                | Победа              |                     |
| Ассоциация кинокритиков Вашингтона        | «Лучшая женская роль второго плана»    | Эми Адамс                           | Номинация           |                     |
| Ассоциация кинокритиков Вашингтона        | «Лучший оригинальный сценарий»         | Пол Томас Андерсон                  | Номинация           |                     |
| Ассоциация кинокритиков Вашингтона        | «Лучшая операторская работа»           | Михай Малаймер-младший              | Номинация           |                     |
| Ассоциация кинокритиков Вашингтона        | «Лучшая музыка»                        | Джонни Гринвуд                      | Победа              |                     |
| Общество кинокритиков Сан-Диего           | «Лучший фильм»                         |                                     | Номинация           |                     |
| Общество кинокритиков Сан-Диего           | «Лучшая режиссёрская работа»           | Пол Томас Андерсон                  | Номинация           |                     |
| Общество кинокритиков Сан-Диего           | «Лучшая мужская роль»                  | Хоакин Феникс                       | Номинация           |                     |
| Общество кинокритиков Сан-Диего           | «Лучшая мужская роль второго плана»    | Филип Сеймур Хоффман                | Номинация           |                     |
| Общество кинокритиков Сан-Диего           | «Лучшая женская роль второго плана»    | Эми Адамс                           | Номинация           |                     |
| Общество кинокритиков Сан-Диего           | «Лучший оригинальный сценарий»         | Пол Томас Андерсон                  | Победа              |                     |
| Общество кинокритиков Сан-Диего           | «Лучшая музыка»                        | Джонни Гринвуд                      | Победа              |                     |
| Общество кинокритиков Сан-Диего           | «Лучшая операторская работа»           | Михай Малаймер-младший              | Номинация           |                     |
| Общество кинокритиков Сан-Диего           | «Лучший монтаж»                        | Лесли Джонс, Питер Макналти         | Номинация           |                     |
| «Выбор критиков»                          | «Лучший фильм»                         |                                     | Номинация           |                     |
| «Выбор критиков»                          | «Лучшая мужская роль»                  | Хоакин Феникс                       | Номинация           |                     |
| «Выбор критиков»                          | «Лучшая мужская роль второго плана»    | Филип Сеймур Хоффман                | Победа              |                     |
| «Выбор критиков»                          | «Лучшая женская роль второго плана»    | Эми Адамс                           | Номинация           |                     |
| «Выбор критиков»                          | «Лучший оригинальный сценарий»         | Пол Томас Андерсон                  | Номинация           |                     |
| «Выбор критиков»                          | «Лучшая музыка»                        | Джонни Гринвуд                      | Номинация           |                     |
| «Выбор критиков»                          | «Лучшая операторская работа»           | Михай Малаймер-младший              | Номинация           |                     |
| Общество кинокритиков Сент-Луиса          | «Лучшая мужская роль»                  | Хоакин Феникс                       | Номинация           |                     |
| Общество кинокритиков Сент-Луиса          | «Лучшая женская роль второго плана»    | Эми Адамс                           | Номинация           |                     |
| Общество кинокритиков Сент-Луиса          | «Лучшая операторская работа»           | Михай Малаймер-младший              | Номинация           |                     |
| Общество кинокритиков Сент-Луиса          | «Лучшая сцена»                         |                                     | Победа              |                     |
| Премия Гильдии киноактёров США            | «Лучшая мужская роль второго плана»    | Филип Сеймур Хоффман                | Номинация           |                     |
| «Золотой глобус»                          | «Лучшая мужская роль в драме»          | Хоакин Феникс                       | Номинация           |                     |
| «Золотой глобус»                          | «Лучшая мужская роль второго плана»    | Филип Сеймур Хоффман                | Номинация           |                     |
| «Золотой глобус»                          | «Лучшая женская роль второго плана»    | Эми Адамс                           | Номинация           |                     |
| Ассоциация кинокритиков Чикаго            | «Лучший фильм»                         |                                     | Номинация           |                     |
| Ассоциация кинокритиков Чикаго            | «Лучшая режиссёрская работа»           | Пол Томас Андерсон                  | Номинация           |                     |
| Ассоциация кинокритиков Чикаго            | «Лучшая мужская роль»                  | Хоакин Феникс                       | Номинация           |                     |
| Ассоциация кинокритиков Чикаго            | «Лучшая мужская роль второго плана»    | Филип Сеймур Хоффман                | Победа              |                     |
| Ассоциация кинокритиков Чикаго            | «Лучшая женская роль второго плана»    | Эми Адамс                           | Победа              |                     |
| Ассоциация кинокритиков Чикаго            | «Лучший оригинальный сценарий»         | Пол Томас Андерсон                  | Номинация           |                     |
| Ассоциация кинокритиков Чикаго            | «Лучшая музыка»                        | Джонни Гринвуд                      | Победа              |                     |
| Ассоциация кинокритиков Чикаго            | «Лучшая операторская работа»           | Михай Малаймер-младший              | Победа              |                     |
| Ассоциация кинокритиков Чикаго            | «Лучшая работа художника-постановщика» | Дэвид Крэнк, Джек Фиск              | Номинация           |                     |
| Ассоциация кинокритиков Чикаго            | «Лучший монтаж»                        | Лесли Джонс, Питер Макналти         | Номинация           |                     |
| Круг кинокритиков Канзаса                 | «Лучший фильм»                         |                                     | Победа              |                     |
| Круг кинокритиков Канзаса                 | «Лучшая мужская роль второго плана»    | Филип Сеймур Хоффман                | Победа              |                     |
| Круг кинокритиков Канзаса                 | «Лучший оригинальный сценарий»         | Пол Томас Андерсон                  | Победа              |                     |
| Ассоциация кинокритиков Сан-Франциско     | «Лучший фильм»                         |                                     | Победа              |                     |
| Ассоциация кинокритиков Сан-Франциско     | «Лучшая мужская роль»                  | Хоакин Феникс                       | Победа              |                     |
| Ассоциация кинокритиков Торонто           | «Лучший фильм»                         |                                     | Победа              |                     |
| Ассоциация кинокритиков Торонто           | «Лучшая режиссёрская работа»           | Пол Томас Андерсон                  | Победа              |                     |
| Ассоциация кинокритиков Торонто           | «Лучшая мужская роль второго плана»    | Филип Сеймур Хоффман                | Победа              |                     |
| Ассоциация кинокритиков Торонто           | «Лучший сценарий»                      | Пол Томас Андерсон                  | Победа              |                     |
| Круг кинокритиков Лондона                 | «Фильм года»                           |                                     | Номинация           |                     |
| Круг кинокритиков Лондона                 | «Режиссёр года»                        | Пол Томас Андерсон                  | Номинация           |                     |
| Круг кинокритиков Лондона                 | «Актёр года»                           | Хоакин Феникс                       | Победа              |                     |
| Круг кинокритиков Лондона                 | «Второплановый актёр года»             | Филип Сеймур Хоффман                | Победа              |                     |
| Круг кинокритиков Лондона                 | «Второплановая актриса года»           | Эми Адамс                           | Номинация           |                     |
| Круг кинокритиков Лондона                 | «Сценарий года»                        | Пол Томас Андерсон                  | Номинация           |                     |
| Круг кинокритиков Лондона                 | «Лучшая работа художника-постановщика» | Дэвид Крэнк, Джек Фиск              | Номинация           |                     |
| Гильдия сценаристов США                   | «Лучший оригинальный сценарий»         | Пол Томас Андерсон                  | Номинация           |                     |
| Национальное общество кинокритиков США    | «Лучший фильм»                         |                                     | Номинация           |                     |
| Национальное общество кинокритиков США    | «Лучшая режиссёрская работа»           | Пол Томас Андерсон                  | Номинация           |                     |
| Национальное общество кинокритиков США    | «Лучшая мужская роль»                  | Хоакин Феникс                       | Номинация           |                     |
| Национальное общество кинокритиков США    | «Лучшая мужская роль второго плана»    | Филип Сеймур Хоффман                | Номинация           |                     |
| Национальное общество кинокритиков США    | «Лучшая женская роль второго плана»    | Эми Адамс                           | Победа              |                     |
| Национальное общество кинокритиков США    | «Лучший сценарий»                      | Пол Томас Андерсон                  | Номинация           |                     |
| Национальное общество кинокритиков США    | «Лучшая операторская работа»           | Михай Малаймер-младший              | Победа              |                     |
| Австралийская академия кино и телевидения | «Лучшая мужская роль»                  | Хоакин Феникс                       | Номинация           |                     |
| Австралийская академия кино и телевидения | «Лучший сценарий»                      | Пол Томас Андерсон                  | Номинация           |                     |
| BAFTA                                     | «Лучшая мужская роль»                  | Хоакин Феникс                       | Номинация           |                     |
| BAFTA                                     | «Лучшая мужская роль второго плана»    | Филип Сеймур Хоффман                | Номинация           |                     |
| BAFTA                                     | «Лучшая женская роль второго плана»    | Эми Адамс                           | Номинация           |                     |
| BAFTA                                     | «Лучший оригинальный сценарий»         | Пол Томас Андерсон                  | Номинация           |                     |
| «Оскар»                                   | «Лучшая мужская роль»                  | Хоакин Феникс                       | Номинация           |                     |
| «Оскар»                                   | «Лучшая мужская роль второго плана»    | Филип Сеймур Хоффман                | Номинация           |                     |
| «Оскар»                                   | «Лучшая женская роль второго плана»    | Эми Адамс                           | Номинация           |                     |